# Guillon-les-Bains
Guillon-les-Bains è un comune francese di 118 abitanti situato nel dipartimento del Doubs nella regione della Borgogna-Franca Contea.

## Società

### Evoluzione demografica
Abitanti censiti